# Dendrobium lobulatum
Dendrobium lobulatum är en orkidéart som beskrevs av Robert Allen Rolfe och Johannes Jacobus Smith. Dendrobium lobulatum ingår i släktet Dendrobium, och familjen orkidéer. Inga underarter finns listade i Catalogue of Life.